# Monilinia laxa
Monilinia laxa se javlja širom sveta u uslovima umerene i suptropske klime. Rasprosranjena je u svim voćarskim rejonima Evrope izuzev krajnjeg severa. Monilinia se u Srbiji javlja svake godine, pre svega kao parazit cvetova, grana, grančica ali i kao prouzrokovač truleži kod koštičavog voća. 
U Srbija je M. laxa posebno značajna kao parazit koštičavog voća (kajsija, breskva, višnja, trešnja, šljiva i td.), javlja se i kod jabučastog voća ali ne predstavlja ekonomski značajnu bolest. Monilinia laxa ili poznatija u narodu kao mrka trulež smatra se najdestruktivnijom bolešću koštičavog voća. Najveći gubici od ove bolesti nastaju usled truleži plodova u voćnjaku i pri transportu. Gubici u voćnjaku mogu biti 50% pa čak i 75% a u toku transporta od 5 do 25%. Povećani gubici nastaju u godinama obilnih kiša jer one pogoduju ovoj gljivi i to može znatno umanjiti prinose.

## Simptomi
M. laxa parazitira cvetove, mladare, grane, grančice i plodove voćaka.

## Cvetovi i mladari
Parazit napada cvetne delove odmah nakon njihovog otvaranja preko žiga i stubića tučka ali se javlja i na ostalim delovima cveta. Zaraženi cvetovi postaju mrko-sive boje, uginjavaju, suše se i otpadaju. Na tim cvetovima dolazi do formiranja micelijske navlake i reproduktivnih organa gljive tj. konidija. U povoljnim uslovima konidije prodiru iz cvetova u mladare formirajući ovalne ili eliptične pege. Deo koji se nalazi iznad mesta zaraze suši se i odumire.

## Plodovi
Plodovi su najpodložniji napadu u vreme zrenja, transporta i čuvanja. Na pokožici ploda dolazi do formiranja okruglih mrkih pega obično na mestu neke rane ili povrede.Sazrevanjem plodova ova trulež se brzo širi a inficirano tkivo se razmekšava. Na površini ploda dolazi do formiranja sporodohije u vidu koncentričnih krugova koji su jasno uočljivi.Takvi plodovi brzo gube vodu i dolazi do procesa mumificiranja, one su prožete micelijama i služe za održavanje patogena tokom zime.

## Rak rane
Infekcija lastara i grana nastaje usled zaraze cveta i ploda tako što gljiva iz ovih organa prelazi na peteljku a zatim u mladar ili grančice. Na njima se javljaju ulegnute , eliptične pege mrke boje. ako je vrem,e vlažno iz tih pega curi smolotočina i dolazi do sporulacije parazita na površini kore. Na ovim mestima najčešće se javljaju i zadebljanja grana usled formiranja kalusnog tkiva.

## Parazit
Jastučasta micelija, koja se u proleće obrazuje na zaraženim biljnim delovima, sastoji se od konidija limunastog ili ovalnog oblika, najčešće sa zarubljenim krajevima,prozirne(sivkaste u masi), povezane u lance tako da najmlađa konidija bude u osnovi niza. Konidije su dugačke od 17-25 µm, a široke od 10-15 µm. Apotecije se obrazuju u polnom ciklusu gljive i predstavljaju flašasta plodonosna tela na kojima se obrazuju askusi sa askosporama. Askusi, koji su cilindričnog oblika sa zadebljanim vrhom, sadrže po 8 jednoćelijskih askospora poređanih u jednom redu. Askospore su elipsoidnog oblika, dužine 6,2–17,5 µm i 3,7-10 µm širine. Askospore takođe predstavljaju izvor zaraze.

## Suzbijanje
Suzbijanje Monilinije nije jednostavno ni lako zato se vrše i preventivne mere zaštite. Takodje treba voditi računa pri podizanju voćnjaka, treba birati ocedite terene gde lako dolazi do provetravanja a redove treba postaviti u pravcu duvanja dominantnih vetrova radi bolje aeracije. 

### Agrotehničke mere zaštite
Od agrotehničkih mera akcenat treba staviti na uklanjanje i uništavanje mumificiranih plodova jer su oni višegodišnji izvor zaraze. Potrebno je odstraniti sve suve i polusuve grančice s koštičavih voćaka. Čak i grane. Odstraniti i do 20 cm ispod suvog dela, jer gljiva ide dosta duboko u drvo. Koštičave voćke se mogu rezati u vegetaciji, tako da ne bi to trebalo ostavljati za prolećnu rezidbu, već za letnju. Obavezno se moraju skinuti i spaliti ili zakopati sve mumije ostale na drvetu. Takođe, ispod voćaka bi bilo dobro počistiti teren od mogućih ostataka voća.

### Hemijske mere zaštite
Najpre ide lasično prskanje bakarnim sredstvima u bubrenju pupoljaka kao prvi oblik zaštite i jedno prskanje kroz 5-6 dana zavisno od padavina. od preparata za suzbijanje najboljle je koristiti sledeće fungicide: bakar-hidroksid, iprodion, karbendazim, prohloraz, prosimidon, tebukonazol, vanklozolin i dr. Takodje treba povesti računa o pojavi rezistentnosti Monilinije prema ovim fungicidima. Radi izbegavanja rezistentnosti radi se kombinovnje sistematični i protektivni fungicidi.Ako se nakon nekog prskanja pojavi obilna kiša trebalo bi ponoviti to prskanje u najkraćem mogućem roku, naravno treba voditi računa i o dozvoljenoj količini tretiranja voćke u sezoni.  Zaštita plodova od insekata i drugih faktora koji dovode do njihovog povređivanja deluju na slabiju pojavu bolesti.

## Literatura
- Mikoze i pseudomikoze biljaka. Dragica M. Ivanović, Mirko S. Ivanović

## Spoljašnje veze
- Poljoberza
- Index Fungorum
- USDA ARS Fungal Database